# Torquato Neto

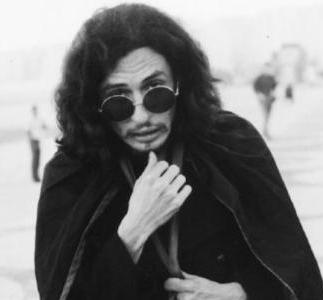
Torquato Neto in der Bekleidung, die sein Markenzeichen wurde.

Torquato Neto, eigentlich Torquato de Araujo Neto (* 9. November 1944 in Teresina, Bundesstaat Piauí, Brasilien; † 10. November 1972 in Rio de Janeiro, Brasilien) war ein brasilianischer Künstler, der als Lyriker, Liedtextdichter, Kritiker, Kolumnist, Schauspieler, Regisseur und Journalist tätig war. Er gilt als eine der bedeutenden Gestalten des Tropicalismo.

## Leben und Wirken
Neto entstammte bürgerlichen Verhältnissen; einer seiner Cousins war zeitweilig Justizminister in Brasilien. Er besuchte zunächst eine Schule in Teresina, wo einer seiner Mitschüler und Freunde der später weltbekannte Sänger Gilberto Gil wurde, zog als Jugendlicher dann nach Salvador da Bahia, dann 1963 nach Rio de Janeiro, wo er bis auf Auslandsaufenthalte den Rest seines kurzen Lebens verbrachte. In Rio studierte er erfolglos Journalistik und Philosophie und blieb ohne Studienabschluss. Dort war er auch in diversen Jobs tätig, so arbeitete er als Werbetexter und als Angestellter auf Rios Flughafen Santos Dumont. Daneben war er als Kolumnist und Kritiker bei diversen Zeitungen und Zeitschriften aktiv und unterhielt regelmäßige, vielgelesene Kolumnen und war Film- und Musikkritiker. So schrieb er für Zeitungen und Zeitschriften wie Correio de Manhã, O Sol oder Última Hora. Auch war er Gründer von Zeitschriften mit den Namen Flor de Mal oder Presença tätig.
Während der ersten Jahre der Militärdiktatur in Brasilien (1964 bis 1985) lebte er zeitweilig in Paris, New York und London. Neto sprach neben seiner Muttersprache Portugiesisch fließend Englisch, Französisch und Spanisch. 1969 gelang ihm in London sogar ein Treffen mit Jimi Hendrix. Im selben Jahr kehrte er zurück nach Brasilien.
Bekannt war und ist er in Brasilien aber vor allem als Verfasser von Liedtexten. Viele dieser Texte wurden von bekannten brasilianischen Sängern wie Gilberto Gil, Maria Bethânia, Daniela Mercury, Gal Costa, Nana Caymmi oder Caetano Veloso, um die bekanntesten zu nennen, gesungen. Einige Songs hatten englischsprachige oder spanischsprachige Titel. Viele der Lieder wurden später zu Klassikern der brasilianischen Pop- und Rockmusik. Viele Songtexte sind bisweilen düster und melancholisch, sie sind geprägt vor allem von den Jahren der Militärdiktatur. Die bekanntesten Songs, zu denen er Texte beisteuerte, waren:
"Geleia Geral", "Marginalia 2", "Mamāe Coragem", "Deus vos sobre esta casa santa","Go back", "Dia D", "Aqui e o fim do Mundo" und "Copacabana".
In den letzten Jahren seines Lebens fiel er in starke Depressionen, die vor allem durch seinen offen bekannten Alkoholkonsum, psychische und berufliche Schwierigkeiten und den Druck durch die Militärdiktatur verstärkt wurden. Am 10. November, einen Tag nach seinem 28. Geburtstag, ging er ins Bad und beging dort mit Gas Selbstmord. Er hinterließ seine Frau und seinen zwei Jahre alten Sohn Thiago. Beigesetzt wurde er auf dem Cemetério Sāo José in Teresina.

## Nachwirkung
- Seit 1984 gibt es einen Premio Torquato Neto para monografias, der für Autoren von Monografien verliehen wird.
- Seine Songs werden heute noch zahlreich gespielt und gesungen.
- Einige Bücher zum Leben und Werk von Neto sind in Brasilien erschienen.

## Trivia
Markenzeichen des exzentrischen Dichters war sein langes, wallendes Haar, einen Umhang, den er die letzten Jahre trug, seine extravagante Brille und sein Bart.

## Werk

### Filmographie
- Barravento (Regie: Glauber Rocha), als Regieassistent und zweiter Regisseur tätig.
- Nosferatu (brasilianische Version), Schauspieler.
- O Terror da Vermelha (als Regisseur und Drehbuchautor).

### Schriften
- Os ultimos dias de Pauperia, (posthum), 1984; umfasst alle Gedichte, viele Songtexte und Artikel von Neto erstmals als Buch.